# Coupe de la CEV masculine 2000-2001
Navigation
Édition précédente Édition suivante
La Coupe de la CEV masculine 2000-2001 est la 21e édition de la Coupe de la CEV.

## Tour qualificatif

### Deuxième tour

#### Tournoi 1
| # | Équipe              | Pts | J | G | P | Sp | Sc | Ratio | Pp  | Pc  | Ratio |
| - | ------------------- | --- | - | - | - | -- | -- | ----- | --- | --- | ----- |
| 1 | Iskra Odintsovo     | 6   | 3 | 3 | 0 | 9  | 4  | 2.25  | 287 | 265 | 1.083 |
| 2 | Fatra Zlin          | 5   | 3 | 2 | 1 | 8  | 4  | 2     | 274 | 246 | 1.114 |
| 3 | Law Academy Kharkiv | 4   | 3 | 1 | 2 | 6  | 6  | 1     | 257 | 258 | 0.996 |
| 4 | Sperantsa Kishinev  | 3   | 3 | 0 | 3 | 0  | 9  | 0     | 176 | 225 | 0.782 |

| Date     | Match                                    | Résultat | Sets  | Sets  | Sets  | Sets  | Sets  | Total Points |
| Date     | Match                                    | Résultat | 1     | 2     | 3     | 4     | 5     | Total Points |
| -------- | ---------------------------------------- | -------- | ----- | ----- | ----- | ----- | ----- | ------------ |
| 24.11.00 | Iskra Odintsovo - Fatra Zlin             | 3 - 2    | 19-25 | 20-25 | 25-20 | 25-23 | 16-14 | 105-107      |
| 24.11.00 | Law Academy Kharkiv - Sperantsa Kishinev | 3 - 0    | 25-22 | 25-15 | 25-22 | -     | -     | 75-59        |
| 25.11.00 | Fatra Zlin - Sperantsa Kishinev          | 3 - 0    | 25-19 | 25-15 | 25-20 | -     | -     | 75-54        |
| 25.11.00 | Iskra Odintsovo - Law Academy Kharkiv    | 3 - 2    | 25-19 | 22-25 | 20-25 | 25-18 | 15-8  | 107-95       |
| 26.11.00 | Law Academy Kharkiv - Fatra Zlin         | 1 - 3    | 20-25 | 25-17 | 19-25 | 23-25 | -     | 87-92        |
| 26.11.00 | Sperantsa Kishinev - Iskra Odintsovo     | 0 - 3    | 19-25 | 21-25 | 23-25 | -     | -     | 63-75        |

#### Tournoi 2
| # | Équipe              | Pts | J | G | P | Sp | Sc | Ratio | Pp  | Pc  | Ratio |
| - | ------------------- | --- | - | - | - | -- | -- | ----- | --- | --- | ----- |
| 1 | Bayer Wuppertal     | 6   | 3 | 3 | 0 | 9  | 3  | 3     | 278 | 255 | 1.09  |
| 2 | Panellinios Athènes | 5   | 3 | 2 | 1 | 8  | 3  | 2.667 | 257 | 213 | 1.207 |
| 3 | MOK Rijeka          | 4   | 3 | 1 | 2 | 3  | 6  | 0.5   | 199 | 200 | 0.995 |
| 4 | Aalborg HIK         | 3   | 3 | 0 | 3 | 1  | 9  | 0.111 | 187 | 253 | 0.739 |

| Date     | Match                                 | Résultat | Sets  | Sets  | Sets  | Sets  | Sets  | Total Points |
| Date     | Match                                 | Résultat | 1     | 2     | 3     | 4     | 5     | Total Points |
| -------- | ------------------------------------- | -------- | ----- | ----- | ----- | ----- | ----- | ------------ |
| 24.11.00 | Bayer Wuppertal - Panellinios Athènes | 3 - 2    | 25-23 | 26-24 | 12-25 | 21-25 | 15-10 | 99-107       |
| 24.11.00 | MOK Rijeka - Aalborg HIK              | 3 - 0    | 25-21 | 25-16 | 25-12 | -     | -     | 75-49        |
| 25.11.00 | Aalborg HIK - Panellinios Athènes     | 0 - 3    | 18-25 | 14-25 | 21-25 | -     | -     | 53-75        |
| 25.11.00 | MOK Rijeka - Bayer Wuppertal          | 0 - 3    | 19-25 | 20-25 | 24-26 | -     | -     | 63-76        |
| 26.11.00 | Bayer Wuppertal - Aalborg HIK         | 3 - 1    | 25-12 | 28-30 | 25-22 | 25-21 | -     | 103-85       |
| 26.11.00 | Panellinios Athènes - MOK Rijeka      | 3 - 0    | 25-16 | 25-22 | 25-23 | -     | -     | 75-61        |

#### Tournoi 3
| # | Équipe                    | Pts | J | G | P | Sp | Sc | Ratio | Pp  | Pc  | Ratio |
| - | ------------------------- | --- | - | - | - | -- | -- | ----- | --- | --- | ----- |
| 1 | Tourcoing Lille Métropole | 6   | 3 | 3 | 0 | 9  | 0  | MAX   | 225 | 153 | 1.471 |
| 2 | Zadruga Aich/Dob          | 5   | 3 | 2 | 1 | 6  | 4  | 1.5   | 231 | 210 | 1.1   |
| 3 | OK Bihac                  | 4   | 3 | 1 | 2 | 3  | 8  | 0.375 | 219 | 252 | 0.869 |
| 4 | Volley 80 Pétange         | 3   | 3 | 0 | 3 | 3  | 9  | 0.333 | 227 | 287 | 0.791 |

| Date     | Match                                         | Résultat | Sets  | Sets  | Sets  | Sets  | Sets  | Total Points |
| Date     | Match                                         | Résultat | 1     | 2     | 3     | 4     | 5     | Total Points |
| -------- | --------------------------------------------- | -------- | ----- | ----- | ----- | ----- | ----- | ------------ |
| 24.11.00 | OK Bihac - Tourcoing Lille Métropole          | 0 - 3    | 20-25 | 13-25 | 17-25 | -     | -     | 50-75        |
| 24.11.00 | Zadruga Aich/Dob - Volley 80 Pétange          | 3 - 1    | 25-19 | 23-25 | 25-23 | 25-13 | -     | 98-80        |
| 25.11.00 | Tourcoing Lille Métropole - Volley 80 Pétange | 3 - 0    | 25-16 | 25-20 | 25-9  | -     | -     | 75-45        |
| 25.11.00 | OK Bihac - Zadruga Aich/Dob                   | 0 - 3    | 17-25 | 22-25 | 16-25 | -     | -     | 55-75        |
| 26.11.00 | Volley 80 Pétange - OK Bihac                  | 2 - 3    | 25-22 | 29-27 | 20-25 | 18-25 | 10-15 | 102-114      |
| 26.11.00 | Zadruga Aich/Dob - Tourcoing Lille Métropole  | 0 - 3    | 19-25 | 17-25 | 22-25 | -     | -     | 58-75        |

#### Tournoi 4
| # | Équipe                   | Pts | J | G | P | Sp | Sc | Ratio | Pp  | Pc  | Ratio |
| - | ------------------------ | --- | - | - | - | -- | -- | ----- | --- | --- | ----- |
| 1 | Budvanska Rivijera Budva | 6   | 3 | 3 | 0 | 9  | 4  | 2.25  | 308 | 259 | 1.189 |
| 2 | Eintracht Mendig         | 5   | 3 | 2 | 1 | 7  | 6  | 1.167 | 277 | 270 | 1.026 |
| 3 | Palloketut Rovaniemi     | 4   | 3 | 1 | 2 | 7  | 6  | 1.167 | 289 | 263 | 1.099 |
| 4 | OK Kakanj                | 3   | 3 | 0 | 3 | 2  | 9  | 0.222 | 187 | 269 | 0.695 |

| Date     | Match                                           | Résultat | Sets  | Sets  | Sets  | Sets  | Sets  | Total Points |
| Date     | Match                                           | Résultat | 1     | 2     | 3     | 4     | 5     | Total Points |
| -------- | ----------------------------------------------- | -------- | ----- | ----- | ----- | ----- | ----- | ------------ |
| 24.11.00 | Budvanska Rivijera Budva - Palloketut Rovaniemi | 3 - 2    | 28-30 | 25-19 | 21-25 | 25-18 | 17-15 | 116-107      |
| 24.11.00 | OK Kakanj - Eintracht Mendig                    | 1 - 3    | 15-25 | 25-20 | 12-25 | 18-25 | -     | 70-95        |
| 25.11.00 | Palloketut Rovaniemi - OK Kakanj                | 3 - 0    | 25-11 | 25-15 | 25-19 | -     | -     | 75-45        |
| 25.11.00 | Eintracht Mendig - Budvanska Rivijera Budva     | 1 - 3    | 17-25 | 19-25 | 25-18 | 19-25 | -     | 80-93        |
| 26.11.00 | Budvanska Rivijera Budva - OK Kakanj            | 3 - 1    | 25-17 | 24-26 | 25-12 | 25-17 | -     | 99-72        |
| 26.11.00 | Eintracht Mendig - Palloketut Rovaniemi         | 3 - 2    | 15-25 | 25-22 | 20-25 | 25-20 | 17-15 | 102-107      |

#### Tournoi 5
| # | Équipe                 | Pts | J | G | P | Sp | Sc | Ratio | Pp  | Pc  | Ratio |
| - | ---------------------- | --- | - | - | - | -- | -- | ----- | --- | --- | ----- |
| 1 | Amber Antwerp          | 6   | 3 | 3 | 0 | 9  | 1  | 9     | 247 | 180 | 1.372 |
| 2 | Nesselande Zevenhuizen | 5   | 3 | 2 | 1 | 7  | 4  | 1.75  | 253 | 228 | 1.11  |
| 3 | Chênois Genève         | 4   | 3 | 1 | 2 | 4  | 6  | 0.667 | 217 | 218 | 0.995 |
| 4 | Volley Bartreng        | 3   | 3 | 0 | 3 | 0  | 9  | 0     | 134 | 225 | 0.596 |

| Date     | Match                                    | Résultat | Sets  | Sets  | Sets  | Sets  | Sets | Total Points |
| Date     | Match                                    | Résultat | 1     | 2     | 3     | 4     | 5    | Total Points |
| -------- | ---------------------------------------- | -------- | ----- | ----- | ----- | ----- | ---- | ------------ |
| 24.11.00 | Nesselande Zevenhuizen - Chênois Genève  | 3 - 1    | 25-22 | 25-20 | 17-25 | 25-18 | -    | 92-85        |
| 24.11.00 | Amber Antwerp - Volley Bartreng          | 3 - 0    | 25-12 | 25-8  | 25-17 | -     | -    | 75-37        |
| 25.11.00 | Chênois Genève - Amber Antwerp           | 0 - 3    | 21-25 | 21-25 | 15-25 | -     | -    | 57-75        |
| 25.11.00 | Nesselande Zevenhuizen - Volley Bartreng | 3 - 0    | 25-11 | 25-15 | 25-20 | -     | -    | 75-46        |
| 26.11.00 | Volley Bartreng - Chênois Genève         | 0 - 3    | 19-25 | 19-25 | 13-25 | -     | -    | 51-75        |
| 26.11.00 | Amber Antwerp - Nesselande Zevenhuizen   | 3 - 1    | 25-22 | 22-25 | 25-21 | 25-18 | -    | 97-86        |

#### Tournoi 6
| # | Équipe             | Pts | J | G | P | Sp | Sc | Ratio | Pp  | Pc  | Ratio |
| - | ------------------ | --- | - | - | - | -- | -- | ----- | --- | --- | ----- |
| 1 | Casa Modena Unibon | 6   | 3 | 3 | 0 | 9  | 0  | MAX   | 225 | 157 | 1.433 |
| 2 | Nice Volley-Ball   | 5   | 3 | 2 | 1 | 6  | 5  | 1.2   | 238 | 233 | 1.021 |
| 3 | Ivesur Malaga      | 4   | 3 | 1 | 2 | 5  | 6  | 0.833 | 232 | 250 | 0.928 |
| 4 | Kommunalnik Grodno | 3   | 3 | 0 | 3 | 0  | 9  | 0     | 170 | 225 | 0.756 |

| Date     | Match                                   | Résultat | Sets  | Sets  | Sets  | Sets  | Sets | Total Points |
| Date     | Match                                   | Résultat | 1     | 2     | 3     | 4     | 5    | Total Points |
| -------- | --------------------------------------- | -------- | ----- | ----- | ----- | ----- | ---- | ------------ |
| 24.11.00 | Casa Modena Unibon - Ivesur Malaga      | 3 - 0    | 25-21 | 25-17 | 25-20 | -     | -    | 75-58        |
| 24.11.00 | Kommunalnik Grodno - Nice Volley-Ball   | 0 - 3    | 19-25 | 17-25 | 23-25 | -     | -    | 59-75        |
| 25.11.00 | Casa Modena Unibon - Kommunalnik Grodno | 3 - 0    | 25-11 | 25-18 | 25-20 | -     | -    | 75-49        |
| 25.11.00 | Nice Volley-Ball - Ivesur Malaga        | 3 - 2    | 23-25 | 25-18 | 25-21 | 25-27 | 15-8 | 113-99       |
| 26.11.00 | Ivesur Malaga - Kommunalnik Grodno      | 3 - 0    | 25-22 | 25-18 | 25-22 | -     | -    | 75-62        |
| 26.11.00 | Nice Volley-Ball - Casa Modena Unibon   | 0 - 3    | 18-25 | 15-25 | 17-25 | -     | -    | 50-75        |

#### Tournoi 7
| # | Équipe                | Pts | J | G | P | Sp | Sc | Ratio | Pp  | Pc  | Ratio |
| - | --------------------- | --- | - | - | - | -- | -- | ----- | --- | --- | ----- |
| 1 | Neftianik Iaroslavl   | 6   | 3 | 3 | 0 | 9  | 1  | 9     | 250 | 184 | 1.359 |
| 2 | Alcom Capelle         | 5   | 3 | 2 | 1 | 6  | 5  | 1.2   | 256 | 234 | 1.094 |
| 3 | Dukla Liberec         | 4   | 3 | 1 | 2 | 6  | 6  | 1     | 263 | 262 | 1.004 |
| 4 | New Salamis Famagusta | 3   | 3 | 0 | 3 | 0  | 9  | 0     | 138 | 227 | 0.608 |

| Date     | Match                                       | Résultat | Sets  | Sets  | Sets  | Sets  | Sets  | Total Points |
| Date     | Match                                       | Résultat | 1     | 2     | 3     | 4     | 5     | Total Points |
| -------- | ------------------------------------------- | -------- | ----- | ----- | ----- | ----- | ----- | ------------ |
| 24.11.00 | Dukla Liberec - Alcom Capelle               | 2 - 3    | 21-25 | 25-21 | 25-23 | 19-25 | 12-15 | 102-109      |
| 24.11.00 | Neftyanik Iaroslavl - New Salamis Famagusta | 3 - 0    | 25-6  | 25-12 | 25-10 | -     | -     | 75-28        |
| 25.11.00 | New Salamis Famagusta - Alcom Capelle       | 0 - 3    | 20-25 | 11-25 | 25-27 | -     | -     | 56-77        |
| 25.11.00 | Neftyanik Iaroslavl - Dukla Liberec         | 3 - 1    | 25-18 | 17-25 | 25-13 | 32-30 | -     | 99-86        |
| 26.11.00 | Dukla Liberec - New Salamis Famagusta       | 3 - 0    | 25-17 | 25-14 | 25-23 | -     | -     | 75-54        |
| 26.11.00 | Alcom Capelle - Neftyanik Iaroslavl         | 0 - 3    | 23-25 | 24-26 | 23-25 | -     | -     | 70-76        |

#### Tournoi 8
| # | Équipe              | Pts | J | G | P | Sp | Sc | Ratio | Pp  | Pc  | Ratio |
| - | ------------------- | --- | - | - | - | -- | -- | ----- | --- | --- | ----- |
| 1 | Milicionar Belgrade | 6   | 3 | 3 | 0 | 9  | 1  | 9     | 244 | 192 | 1.271 |
| 2 | Viesti-Trolley Salo | 5   | 3 | 2 | 1 | 7  | 3  | 2.333 | 237 | 189 | 1.254 |
| 3 | GVK-Ruor Gomel      | 4   | 3 | 1 | 2 | 3  | 6  | 0.5   | 193 | 202 | 0.955 |
| 4 | Studenti Tirana     | 3   | 3 | 0 | 3 | 0  | 9  | 0     | 134 | 225 | 0.596 |

| Date     | Match                                     | Résultat | Sets  | Sets  | Sets  | Sets  | Sets | Total Points |
| Date     | Match                                     | Résultat | 1     | 2     | 3     | 4     | 5    | Total Points |
| -------- | ----------------------------------------- | -------- | ----- | ----- | ----- | ----- | ---- | ------------ |
| 24.11.00 | Milicionar Belgrade - GVK-Ruor Gomel      | 3 - 0    | 25-19 | 25-22 | 25-20 | -     | -    | 75-61        |
| 24.11.00 | Studenti Tirana - Viesti-Trolley Salo     | 0 - 3    | 11-25 | 17-25 | 10-25 | -     | -    | 38-75        |
| 25.11.00 | Milicionar Belgrade - Studenti Tirana     | 3 - 0    | 25-16 | 25-14 | 25-14 | -     | -    | 75-44        |
| 25.11.00 | Viesti-Trolley Salo - GVK-Ruor Gomel      | 3 - 0    | 25-21 | 25-15 | 25-21 | -     | -    | 75-57        |
| 26.11.00 | GVK-Ruor Gomel - Studenti Tirana          | 3 - 0    | 25-21 | 25-15 | 25-16 | -     | -    | 75-52        |
| 26.11.00 | Viesti-Trolley Salo - Milicionar Belgrade | 1 - 3    | 21-25 | 25-19 | 21-25 | 20-25 | -    | 87-94        |

#### Tournoi 9
| # | Équipe               | Pts | J | G | P | Sp | Sc | Ratio | Pp  | Pc  | Ratio |
| - | -------------------- | --- | - | - | - | -- | -- | ----- | --- | --- | ----- |
| 1 | Stade poitevin       | 6   | 3 | 3 | 0 | 9  | 1  | 9     | 254 | 194 | 1.309 |
| 2 | Galatasaray Istanbul | 5   | 3 | 2 | 1 | 6  | 4  | 1.5   | 239 | 199 | 1.201 |
| 3 | Holte IF             | 4   | 3 | 1 | 2 | 5  | 6  | 0.833 | 237 | 244 | 0.971 |
| 4 | Teuta Durres         | 3   | 3 | 0 | 3 | 0  | 9  | 0     | 132 | 225 | 0.587 |

| Date     | Match                                 | Résultat | Sets  | Sets  | Sets  | Sets  | Sets | Total Points |
| Date     | Match                                 | Résultat | 1     | 2     | 3     | 4     | 5    | Total Points |
| -------- | ------------------------------------- | -------- | ----- | ----- | ----- | ----- | ---- | ------------ |
| 24.11.00 | Stade poitevin - Holte IF             | 3 - 1    | 25-22 | 25-21 | 25-27 | 25-15 | -    | 100-85       |
| 24.11.00 | Teuta Durres - Galatasaray Istanbul   | 0 - 3    | 14-25 | 13-25 | 16-25 | -     | -    | 43-75        |
| 25.11.00 | Stade poitevin - Teuta Durres         | 3 - 0    | 25-11 | 25-11 | 25-17 | -     | -    | 75-39        |
| 25.11.00 | Galatasaray Istanbul - Holte IF       | 3 - 1    | 25-20 | 25-20 | 19-25 | 25-12 | -    | 94-77        |
| 26.11.00 | Holte IF - Teuta Durres               | 3 - 0    | 25-16 | 25-21 | 25-13 | -     | -    | 75-50        |
| 26.11.00 | Galatasaray Istanbul - Stade poitevin | 0 - 3    | 23-25 | 20-25 | 27-29 | -     | -    | 70-79        |

#### Tournoi 10
| # | Équipe          | Pts | J | G | P | Sp | Sc | Ratio | Pp  | Pc  | Ratio |
| - | --------------- | --- | - | - | - | -- | -- | ----- | --- | --- | ----- |
| 1 | ESS Falck Pärnu | 6   | 3 | 3 | 0 | 9  | 1  | 9     | 256 | 219 | 1.169 |
| 2 | PAOK Salonique  | 5   | 3 | 2 | 1 | 7  | 5  | 1.4   | 294 | 263 | 1.118 |
| 3 | Lausanne UC     | 4   | 3 | 1 | 2 | 4  | 6  | 0.667 | 223 | 226 | 0.987 |
| 4 | VC Mamer        | 3   | 3 | 0 | 3 | 1  | 9  | 0.111 | 188 | 253 | 0.743 |

| Date     | Match                            | Résultat | Sets  | Sets  | Sets  | Sets  | Sets | Total Points |
| Date     | Match                            | Résultat | 1     | 2     | 3     | 4     | 5    | Total Points |
| -------- | -------------------------------- | -------- | ----- | ----- | ----- | ----- | ---- | ------------ |
| 24.11.00 | PAOK Salonique - Lausanne UC     | 3 - 1    | 25-18 | 25-17 | 23-25 | 27-25 | -    | 100-85       |
| 24.11.00 | ESS Falck Pärnu - VC Mamer       | 3 - 0    | 25-22 | 25-21 | 25-22 | -     | -    | 75-65        |
| 25.11.00 | ESS Falck Pärnu - PAOK Salonique | 3 - 1    | 26-28 | 25-21 | 25-22 | 25-20 | -    | 101-91       |
| 25.11.00 | Lausanne UC - VC Mamer           | 3 - 0    | 25-10 | 25-15 | 25-21 | -     | -    | 75-46        |
| 26.11.00 | Lausanne UC - ESS Falck Pärnu    | 0 - 3    | 21-25 | 14-25 | 28-30 | -     | -    | 63-80        |
| 26.11.00 | VC Mamer - PAOK Salonique        | 1 - 3    | 11-25 | 17-25 | 30-28 | 19-25 | -    | 77-103       |

#### Tournoi 11
| # | Équipe            | Pts | J | G | P | Sp | Sc | Ratio | Pp  | Pc  | Ratio |
| - | ----------------- | --- | - | - | - | -- | -- | ----- | --- | --- | ----- |
| 1 | Noliko Maaseik    | 6   | 3 | 3 | 0 | 9  | 1  | 9     | 247 | 162 | 1.525 |
| 2 | Hagebau Innsbruck | 5   | 3 | 2 | 1 | 7  | 4  | 1.75  | 244 | 229 | 1.066 |
| 3 | CV Tarragona      | 4   | 3 | 1 | 2 | 4  | 6  | 0.667 | 209 | 237 | 0.882 |
| 4 | Paphiakos Pafos   | 3   | 3 | 0 | 3 | 0  | 9  | 0     | 153 | 225 | 0.68  |

| Date     | Match                               | Résultat | Sets  | Sets  | Sets  | Sets  | Sets | Total Points |
| Date     | Match                               | Résultat | 1     | 2     | 3     | 4     | 5    | Total Points |
| -------- | ----------------------------------- | -------- | ----- | ----- | ----- | ----- | ---- | ------------ |
| 24.11.00 | Noliko Maaseik - Hagebau Innsbruck  | 3 - 1    | 25-14 | 25-21 | 22-25 | 25-12 | -    | 97-72        |
| 24.11.00 | CV Tarragona - Paphiakos Pafos      | 3 - 0    | 25-19 | 25-23 | 25-23 | -     | -    | 75-65        |
| 25.11.00 | Hagebau Innsbruck - CV Tarragona    | 3 - 1    | 22-25 | 25-16 | 25-23 | 25-18 | -    | 97-82        |
| 25.11.00 | Paphiakos Pafos - Noliko Maaseik    | 0 - 3    | 15-25 | 17-25 | 6-25  | -     | -    | 38-75        |
| 26.11.00 | CV Tarragona - Noliko Maaseik       | 0 - 3    | 14-25 | 23-25 | 15-25 | -     | -    | 52-75        |
| 26.11.00 | Paphiakos Pafos - Hagebau Innsbruck | 0 - 3    | 21-25 | 12-25 | 17-25 | -     | -    | 50-75        |

#### Tournoi 12
| # | Équipe               | Pts | J | G | P | Sp | Sc | Ratio | Pp  | Pc  | Ratio |
| - | -------------------- | --- | - | - | - | -- | -- | ----- | --- | --- | ----- |
| 1 | Esmoriz GC           | 4   | 2 | 2 | 0 | 6  | 2  | 3     | 187 | 154 | 1.214 |
| 2 | VKP Bratislava       | 3   | 2 | 1 | 1 | 5  | 3  | 1.667 | 179 | 168 | 1.065 |
| 3 | Anorthosis Famagusta | 2   | 2 | 0 | 2 | 0  | 6  | 0     | 106 | 150 | 0.707 |
| 4 | Mosjøen VBK          | 0   | 0 | 0 | 0 | 0  | 0  | MAX   | 0   | 0   |       |

| Date     | Match                                 | Résultat | Sets  | Sets  | Sets  | Sets  | Sets  | Total Points |
| Date     | Match                                 | Résultat | 1     | 2     | 3     | 4     | 5     | Total Points |
| -------- | ------------------------------------- | -------- | ----- | ----- | ----- | ----- | ----- | ------------ |
| 24.11.00 | Anorthosis Famagusta - Esmoriz GC     | 0 - 3    | 15-25 | 23-25 | 12-25 | -     | -     | 50-75        |
| 25.11.00 | VKP Bratislava - Anorthosis Famagusta | 3 - 0    | 25-16 | 25-22 | 25-18 | -     | -     | 75-56        |
| 26.11.00 | Esmoriz GC - VKP Bratislava           | 3 - 2    | 25-21 | 25-18 | 25-27 | 22-25 | 15-13 | 112-104      |

## Tour principal

### Finale à quatre
|  | Demi-finales                         | Demi-finales                  |                        |   | Finale                        | Finale                        |
|  | Demi-finales                         | Demi-finales                  |                        |   | Finale                        | Finale                        |
|  |                                      |                               |                        |   |                               |                               |
|  | 17.03.01, 17-25, 20-25, 22-25        | 17.03.01, 17-25, 20-25, 22-25 |                        |   | 18.03.01, 25-21, 25-20, 25-22 | 18.03.01, 25-21, 25-20, 25-22 |
|  | 17.03.01, 17-25, 20-25, 22-25        | 17.03.01, 17-25, 20-25, 22-25 |                        |   | 18.03.01, 25-21, 25-20, 25-22 | 18.03.01, 25-21, 25-20, 25-22 |
|  | Bossini Montichiari                  | 0                             |                        |   | 18.03.01, 25-21, 25-20, 25-22 | 18.03.01, 25-21, 25-20, 25-22 |
|  | Bossini Montichiari                  | 0                             |                        |   | 18.03.01, 25-21, 25-20, 25-22 | 18.03.01, 25-21, 25-20, 25-22 |
|  | Lube Banca Macerata                  | 3                             |                        |   | 18.03.01, 25-21, 25-20, 25-22 | 18.03.01, 25-21, 25-20, 25-22 |
|  | Lube Banca Macerata                  | 3                             | Lube Banca Macerata    | 3 |                               |                               |
|  | 17.03.01, 21-25, 22-25, 25-23, 23-25 |                               | Lube Banca Macerata    | 3 |                               |                               |
|  |                                      | Casa Modena Unibon            | 0                      |   |                               |                               |
|  | Noliko Maaseik                       | Casa Modena Unibon            | 0                      | 1 |                               |                               |
|  | Noliko Maaseik                       |                               |                        | 1 |                               |                               |
|  | Casa Modena Unibon                   | 3                             |                        |   |                               |                               |
|  | Casa Modena Unibon                   | 3                             | Match pour la 3e place |   |                               |                               |
|  |                                      |                               |                        |   |                               |                               |
|  | 18.03.01, 27-29, 16-25, 19-25        |                               |                        |   |                               |                               |
|  |                                      |                               |                        |   |                               |                               |
|  | Bossini Montichiari                  | 0                             |                        |   |                               |                               |
|  | Bossini Montichiari                  | 0                             |                        |   |                               |                               |
|  | Noliko Maaseik                       | 3                             |                        |   |                               |                               |
|  | Noliko Maaseik                       | 3                             |                        |   |                               |                               |